# La Zulianita
La Zulianita es una telenovela venezolana realizada y emitida por la cadena televisiva Venevisión en el año 1976. Original de la escritora cubana Delia Fiallo. 
Protagonizada por Lupita Ferrer y José Bardina y la participación antagónica de Chelo Rodríguez.

## Trama
Esta telenovela cuenta la historia de Martha María Domínguez, una provinciana humilde de Zulia, que se marcha a Caracas en busca de oportunidades de trabajo pero carece de habilidades para conseguirlo. Finalmente, la joven encuentra trabajo y alojamiento gracias a una prima suya que trabaja de prostituta.
En el bar, un cliente sin escrúpulos, Lastra, se propasa con Martha María, pero ella se defiende y él la acusa de robarle su cartera. La Zulianita acaba en la cárcel, pero logra salir gracias al bondadoso abogado Claudio Linares, que se dedica a ayudar a personas  sin recursos, ya que él también estuvo preso injustamente. 
Poco después, Martha María consigue trabajo en la residencia de una familia rica, los Arocha. Esta familia está compuesta del matrimonio formado por Felipe y Amelia; sus tres hijos Juan Carlos, Jesús y Jennifer; la tía Olga y los hijos de esta, Diana y Tony. Ya en la casa, la Zulianita se enamora de Juan Carlos a pesar de que Claudio le advierte que esta familia no es de fiar, pues fueron ellos los que lo enviaron a la cárcel, acusándolo de la muerte de su esposa y de su hija. 
Martha María y Juan Carlos inician un romance y éste rompe su compromiso con su novia, Idania Ferrán. Sin embargo, Lastra, el cliente que se propasó con la Zulianita en el bar, es amigo de los Arocha, y le cuenta a Juan Carlos que es una ladrona y trabajó como prostituta. Juan Carlos se enfurece al creer que su amada lo ha engañado. Una noche, llega borracho a su casa y se acuesta con Martha María, que queda embarazada, y luego se burla de ella y la rechaza.

## Elenco
- Lupita Ferrer - Martha María Domínguez
- José Bardina  - Juan Carlos Arocha y Pimentel[3]
- Chelo Rodríguez - Idania Ferrán
- Reneé de Pallás  - Amelia de Arocha
- Héctor Monteverde  - Felipe Arocha
- Enrique Soto  - Aquiles
- Orlando Urdaneta - Rafael
- Luis Abreu  - Jesús Arocha y Pimientel
- Caridad Canelón - Dorita
- Ivonne Attas - Rosa Francia
- Carlos Subero  - Claudio Linares
- Eva Blanco - Olga Arocha
- José Luis Silva - Roly
- Martín Lantigua  - Franco
- Eduardo Serrano - Hernán
- Esperanza Magaz  - Matilde
- Ana Castell - Queta
- Enrique Alzugaray  - Papelón
- Herminia Martínez  - Sabina
- Haydée Balza - Greta
- Marita Capote - Linda
- Martha Carbillo - Mechita
- Olga Castillo  - Morocota
- Willy Chirino - Él mismo
- Sandra Dalton - Felicia
- Chela D'Gar  - Migdalia
- Elisa Escámez - Nuria
- Elena Farias  - Carmina
- Fernando Flores  - Elin
- Humberto García Brandt - Oscar Chacón
- Gustavo González - El Tuerto
- María Hinojosa  - María
- Martha Lancaste  - Madame Yolan
- Jesús Maella  - Aurelio Domínguez
- Juan Manuel Montesinos  - Médico
- Flor Núñez - Aidé
- José Oliva  - Fermín
- Omar Omaña - Tony
- Margot Pareja - Inocencia
- Alejandra Pinedo - Jennifer Arocha
- Manuel Poblete  - Leyva
- Leopoldo Regnault - David
- Soledad Rojas - Olaya
- Augusto Romero - Juan Carlitos "Pillete"
- Chumico Romero - Corito
- Betty Ruth - Julia
- Mary Soliani - Diana
- Alfonso Urdaneta  - Nicolás
- Franklin Virgüez - David
- Raúl Xiqués - Ricardo Lastra

## Versiones
- María de nadie, telenovela realizada por Crustel S.A., en el año de 1986 y protagonizada por Grecia Colmenares, Jorge Martínez y Cecilia Cenci.
- Maribel fue otra versión venezolana pero algo modificada, telenovela realizada por Venevisión, en el año de 1989 y protagonizada por Tatiana Capote , Luis José Santander y Lilibeth Morillo.
- Morelia, telenovela realizada por Televisa y Univisión en 1994, y protagonizada por Alpha Acosta, Arturo Peniche y Cecilia Bolocco.
- Un refugio para el amor producida por Ignacio Sada Madero para Televisa protagonizada por Zuria Vega, Gabriel Soto y Jessica Coch en el 2012.[4][5]